# 那布·穆金·阿普利
那布·穆金·阿普利（约公元前978年—约公元前943年在位）（英語：Nabû-mukin-apli）巴比伦第八王朝国王。他在位36年，不断受到阿拉米亚人入侵，使宗教仪式无法进行，后者在底格里斯河与埃兰之间的巴比伦尼亚定居。同时，迦勒底人也进攻他的领土，并在苏美尔定居。